# 서울신성초등학교
서울신성초등학교(서울新聖初等學校)는 대한민국 서울특별시 관악구에 있는 공립 초등학교이다.

## 학교 연혁
- 1982년 7월 7일: 개교
- 1996년 3월 1일: 서울신성초등학교로 교명 개칭
- 2022년 7월 7일: 개교 40주년

## 참고 자료
- 서울신성초등학교 - 한국교육학술정보원 학교알리미